# Moldavisk kraft
Socialliberala unionen Moldavisk kraft, Uniunea Social-Liberală Forţa Moldovei (USLFM) var ett politiskt parti i Moldavien, bildat den 22 september 2001 genom samgående mellan Partidului Naţional Liberal och Socialpolitiska rörelsen För ordning och rättvisa.
2003 gick USLFM ihop med två andra partier och bildade Partidului Liberal.